# 小原誠
小原 誠（おはら まこと）は日本の探偵。東京都新宿区に本社を置くオハラ調査事務所（株式会社オー・アール・エス）代表取締役社長。

## 経歴・人物
新潟県出身。探偵歴38年（2010年現在）の探偵。「世界探偵協会」のメンバーでもある。社団法人日本調査業協会教育研修委員長、東京都調査業協会専務理事。
玄秀盛が代表を務める特定非営利活動法人日本ソーシャル・マイノリティ協会（新宿救護センター、通称「新宿駆け込み寺」）と設立当初から提携し、家出人等の捜索活動を行っている。テレビの公開捜査番組などにもしばしば登場する。

## 出演番組
- 衝撃リポート!!世界の怪奇現象・大追跡スペシャル（日本テレビ）

※第3回より出演
- NNN Newsリアルタイム（日本テレビ）
- 峰竜太のホンの昼メシ前（日本テレビ）
- ロンブー龍（日本テレビ）
- ルックルックこんにちは（日本テレビ）
- トリビアの泉 〜素晴らしきムダ知識〜（フジテレビ）

※2007年11月28日放送「世界で一番“へぇ”が好きSP」に出演
- もしも体感バラエティ if（フジテレビ）
- めちゃ×2イケてるッ!（フジテレビ）

※「矢部オファーしちゃいました」スペシャルや「濱口だましシリーズ」などに出演
- こたえてちょーだい!（フジテレビ）
- FNNスーパーニュース（フジテレビ）
- 痛快！知らぬは男ばかりなり（フジテレビ）
- シラバカ　プラス（フジテレビ）
- ニュースステーション（テレビ朝日）
- 事件の最前線・直撃24時（テレビ朝日）
- トゥナイト2（テレビ朝日）
- グルメな冒険 お願い!リストランテ（テレビ朝日）
- あなたに逢いたい（テレビ朝日）
- こんにちは2時（テレビ朝日）
- スーパーフライデー（TBS）
- おはようクジラ（TBS）
- JNNニュースの森（TBS）
- モーニングEye（TBS）
- （特）情報とってもインサイト（TBS）
- 徳光の情報スピリッツ（テレビ東京）
- 失踪人追跡スペシャル（テレビ東京）
- ワールドビジネスサテライト（テレビ東京）
- ほのぼのワイド（テレビ東京）
- 日本のスーパー探偵（KBS）

## テレビ番組への制作協力
- めちゃ×2イケてるッ!（フジテレビ）
- トリビアの泉 〜素晴らしきムダ知識〜（フジテレビ）
- 相棒（テレビ朝日）
- 孤独の賭け〜愛しき人よ〜（TBS）
- 衝撃リポート!!世界の怪奇現象・大追跡スペシャル（日本テレビ）
- 愛の劇場（TBS）

## 公式リンク
- オハラ調査事務所公式ウェブサイト

## 著作
- 『探偵裏物語 -調査する側される側、それぞれの裏事情』 バジリコ、2008年。ISBN 4862381049
- 『探偵裏事件ファイル―不倫、愛憎、夜逃げ、盗聴…闇世界のすべて』 文藝春秋、2010年。ISBN 4167773783
- 『［完全失踪］で人生リセット！ 〜煩わしい現実を捨てて、人生をやり直す手順』 ぱる出版、2011年。ISBN 4827206473

## 主要取引先
- フジテレビ

## 取材記事
- 【三浦元社長自殺】友人小原誠氏 独占インタビュー（livedoorニュース）[リンク切れ]
- 携帯あれば誰でもなれる「1億総探偵」で防犯を…（スポーツ報知）